# Paranhammus marcipor
Paranhammus marcipor là một loài bọ cánh cứng trong họ Cerambycidae.